# Ružany
Ružany  (Ружаны in bielorusso, Różana in polacco, ראָזשינאָי in yiddish, Ružana in lituano) è un villaggio del distretto di Pružany, nella Bielorussia sud-occidentale.

## Geografia
Ružany è situato nella regione di Brėst, a 35 km a nord-ovest di Ivacėvičy e a 117 km a nord-est di Brėst.

## Storia
Fu menzionato per la prima volta nel 1552. Scelta dalla famiglia nobile polacca dei Sapieha come sede della propria dimora di campagna, fu popolata da un'importante e fiorente comunità ebraica. 
Al termine della prima guerra mondiale e della successiva guerra sovietico-polacca fu annessa alla Polonia e ribattezzata Różana. 
A seguito dell'invasione sovietica della Polonia del 1939 fu annesso alla RSS Bielorussa. Fu occupato dalle truppe naziste dal 23 giugno 1941 al 13 luglio 1944 ed annessa al Bezirk Bialystok. In questa parentesi temporale la sua comunità ebraica, che alla viglia del conflitto ammontava a circa 3,500 persone, fu quasi interamente assassinata nel campo di sterminio di Treblinka.

## Monumenti e luoghi d'interesse
- Rovine di Palazzo Sapieha, costruito tra il XVII ed il XVIII secolo.